# Christian Theodor Weinlig
Christian Theodor Weinlig (ur. 25 lipca 1780 w Dreźnie, zm. 7 marca 1842 w Lipsku) – niemiecki kompozytor i pedagog.

## Życiorys
Bratanek Christiana Ehregotta Weinliga. W latach 1797–1800 studiował prawo na uniwersytecie w Lipsku, następnie pracował w Dreźnie jako adwokat i notariusz. Od 1804 do 1806 roku pobierał lekcje muzyki u stryja, po czym w latach 1806–1808 przebywał we Włoszech, gdzie był uczniem Stanislao Matteiego. Po powrocie do Drezna udzielał prywatnie lekcji muzyki, od 1814 do 1817 roku był kantorem kościoła Świętego Krzyża. W 1823 roku objął posadę kantora w kościele św. Tomasza w Lipsku, na której pozostał do śmierci.
Tworzył głównie muzykę religijną, skomponował m.in. Deutsches Magnificat na solistów, chór i orkiestrę. Był też autorem pracy Theoretisch-praktische Anleitung zur Fuge für den Selbstunterricht (Drezno 1845). Do jego uczniów należeli Moritz Hauptmann, Clara Schumann, Ernst Richter oraz Richard Wagner, który zadedykował Weinligowi swoją Sonatę fortepianową op. 1 (1831).